# (27129) 1998 XN1
1998 أكس أن 1 (ويعرف أيضًا باسم (27129) 1998 أكس أن 1 وفق تسمية الكوكب الصغير) (بالإنجليزية: 1998 XN1)‏ هو كويكب ضمن حزام الكويكبات؛ وترتيبه 27129 من حيث الاكتشاف.
اكتُشف هذا الجُرم الفلكي بواسطة OCA–DLR Asteroid Survey ‏ في 7 ديسمبر 1998.

## وصلات خارجية
- (27129) 1998 XN1 في قاعدة بيانات مختبر الدفع النفاث لأجرام النظام الشمسي الصغيرة

- الاكتشاف · مخطط المدار ·  العناصر المدارية · المعلمات المادية

- (27129) 1998 XN1 على موقع ويكي سكاي: DSS2, SDSS, GALEX, IRAS, Hydrogen α, X-Ray, Astrophoto, Sky Map, Articles and images